# Персона (филм)
Персона (швед. Persona) је шведски филм из 1966. године у режији Ингмара Бергмана. Филм прати причу о Алми (Биби Андерсон), младој медицинској сестри и њеној пацијенткињи Елизабет (Лив Улман), познатој позоришној глумици, која је изненада престала да говори. Однос између две жене постаје напет и граница између сна и реалности постаје замагљена. До краја филма идентитети Алме и Елизабет постају спојени.
Персона је означена као психолошка драма и модерни хорор филм и био је предмет резова због контроверзне теме филма. Филм представља шесту сарадњу између сниматеља Свена Никвиста и редитеља Ингмара Бергмана. Као и остали Бергманови радови, филм је снимљен и радња се одвија у Шведској и бави се темама болести, суморности, смрти и лудила.
Персона се сматра једним од главних дела 20. века према Сузан Сонтаг, есејисти и критичару, која наводи Персону као Бергманово ремек-дело. Други критичари су га описали као “једно од већих уметничких дела овог века.” Према Sight and Sound анкети најбољих филмова, Персона се налази на 17. месту. Персона је освојила награду за најбољи филм на 4. Гулдбагеовом филмском фестивалу.